# Chiesa di Santa Maria La Nova (Pulsano)
La chiesa di Santa Maria La Nova è un edificio religioso di Pulsano.

## Storia
La chiesa, di stile romanico, fu edificata ed affrescata a partire dal 1838 accanto alla vecchia chiesa madre di Pulsano "Madonna del Carmine" da cui furono anche tratti diversi materiali. All'interno è presente un cappellone dedicato a San Trifone (protettore del paese) e le statue di San Giuseppe, Sant'Antonio di Padova, Santa Rita da Cascia, Sant'Anna, Santi Cosma e Damiano, e San'Agnese poste in nicchie sopraelevate.  Nella navata centrale c'è la nicchia con le statue dei Santi Patroni San Trifone e la Madonna dei Martiri. Nel 1882 e nel 1957 è stata soggetta a incendi ed è stata recentemente ristrutturata. Dove prima sorgeva la chiesa madre è stata rinvenuta una necropoli di età magnogreca.

## Santuario mariano
All'interno della struttura è presente una grotta, riproduzione di quella di Lourdes realizzata l'11 febbraio del 1933 dal dott. Delli Ponti le cui spoglie riposano nella Chiesa. L'11 febbraio 1947, anniversario delle apparizioni mariane di Lourdes, la chiesa è stata proclamata "santuario mariano" divenendo l'unica chiesa parrocchiale cittadina ad essere proclamata tale. Dopo tale avvenimento, l'11 febbraio è diventata festa cittadina.